# پرونده گوشت‌های آلوده
پرونده گوشت‌های آلوده پرونده‌ای قضایی بود که در سال ۱۳۸۱ در مورد واردات و توزیع گوشت آلوده در ایران مطرح شد و بر افکار عمومی بسیار اثرگذار بود.
این دادگاه ۶۷ متهم داشته است که در بین آن‌ها ۱۷ نفر راننده و ۲ نفر قایق‌دار بوده‌اند. بقیه متهمان این پرونده گوشت‌فروش، رئیس سازمان دامپزشکی کل کشور، تعدادی از مدیران دولتی و مدیران ارشد شرکت‌های فرآورده‌های گوشتی بوده‌اند.
در پایان پس از برگزاری ۱۶ جلسه دادگاه متهمان را به حبس‌های زیر پانزده سال، تبعید و جریمه نقدی محکوم کرد اما پس از رأی دادگاه تجدیدنظر در سال ۱۳۸۴، بیشتر متهمان تبرئه شدند و تنها ۱۰ نفر از متهمان به مجازات حبس از ۶ ماه تا ۳ سال و جزای نقدی از دویست هزار ریال تا پنج میلیون ریال محکوم گردیدند.